# Garfield (Arkansas)
Garfield es un pueblo ubicado en el condado de Benton en el estado estadounidense de Arkansas. En el Censo de 2010 tenía una población de 502 habitantes y una densidad poblacional de 65,09 personas por km².

## Geografía
Garfield se encuentra ubicado en las coordenadas 36°27′23″N 93°58′32″O / 36.45639, -93.97556. Según la Oficina del Censo de los Estados Unidos, Garfield tiene una superficie total de 7.71 km², de la cual 7.71 km² corresponden a tierra firme y (0%) 0 km² es agua.

## Demografía
Según el censo de 2010, había 502 personas residiendo en Garfield. La densidad de población era de 65,09 hab./km². De los 502 habitantes, Garfield estaba compuesto por el 95.02% blancos, el 0% eran afroamericanos, el 0.6% eran amerindios, el 0% eran asiáticos, el 1.99% eran isleños del Pacífico, el 0.8% eran de otras razas y el 1.59% pertenecían a dos o más razas. Del total de la población el 1% eran hispanos o latinos de cualquier raza.